# تور ئی‌دی‌اف
تور ئی‌دی‌اف (انگلیسی: Tour EDF) ساختمان اداری ۴۱ طبقه مستقر در لا دفانس است، که در سال ۲۰۰۱ احداث گردید.